# خورخي كوري
خورخي كوري Jorge Cori (ولد في 30 يوليو 1995) لاعب شطرنج بيروفي يحمل لقب أستاذ كبير.

## ألقاب
- نال لقب أستاذ اتحادي عام 2004 في سن التاسعة.
- نال لقب أستاذ كبير في عام 2010 في سن الرابعة عشر.

## إنجازات
- فاز ببطولة العالم تحت 14 سنة و16 سنة.

## تصنيف إيلو
- في أبريل 2016 بلغ في تصنيف إيلو 2602 نقطة، مما جعله المصنف رقم 3 في بيرو، ورقم 226 في العالم وفق الاتحاد الدولي للشطرنج.

## روابط خارجية
- خورخي كوري على موقع الاتحاد الدولي للشطرنج (الإنجليزية)
- خورخي كوري على موقع مباريات الشطرنج (الإنجليزية)
- خورخي كوري على موقع 365Chess.com (الإنجليزية)
- خورخي كوري على موقع Chesstempo.com (الإنجليزية)
- خورخي كوري على موقع الاتحاد الأمريكي للشطرنج (الإنجليزية)
- خورخي كوري سجل أولمبياد الشطرنج على موقع OlimpBase.org (الإنجليزية)
- خورخي كوري سجل أولمبياد الشطرنج على موقع OlimpBase.org (الإنجليزية)